# Barra de São Francisco (tiểu vùng)
Barra de São Francisco là một tiểu vùng thuộc bang Espírito Santo, Brasil. Tiều vùng này có diện tích 4022 km², dân số năm 2007 là 86328 người.